# Bistum Osma-Soria
Das Bistum Osma-Soria (lat. Dioecesis Oxomensis-Soriana, span. Diócesis de Osma-Soria) ist eine in Spanien gelegene römisch-katholische Diözese mit Sitz in El Burgo de Osma-Ciudad de Osma.

## Geschichte
590 wurde das Bistum Osma errichtet und wurde im Zuge der islamische Eroberung 920 aufgelöst. 1077 wurde das Gebiet dem Bistum Nájera zugeschlagen.
Das Bistum Osma-Soria wurde 1088 als Bistum Osma errichtet. 1099 wurde es dem Erzbistum Toledo als Suffraganbistum unterstellt. Am 19. Juni 1861 wurde das Bistum Osma dem Erzbistum Burgos als Suffraganbistum unterstellt. Das Bistum Osma wurde am 9. März 1959 in Bistum Osma-Soria umbenannt.

## Einzelnachweise

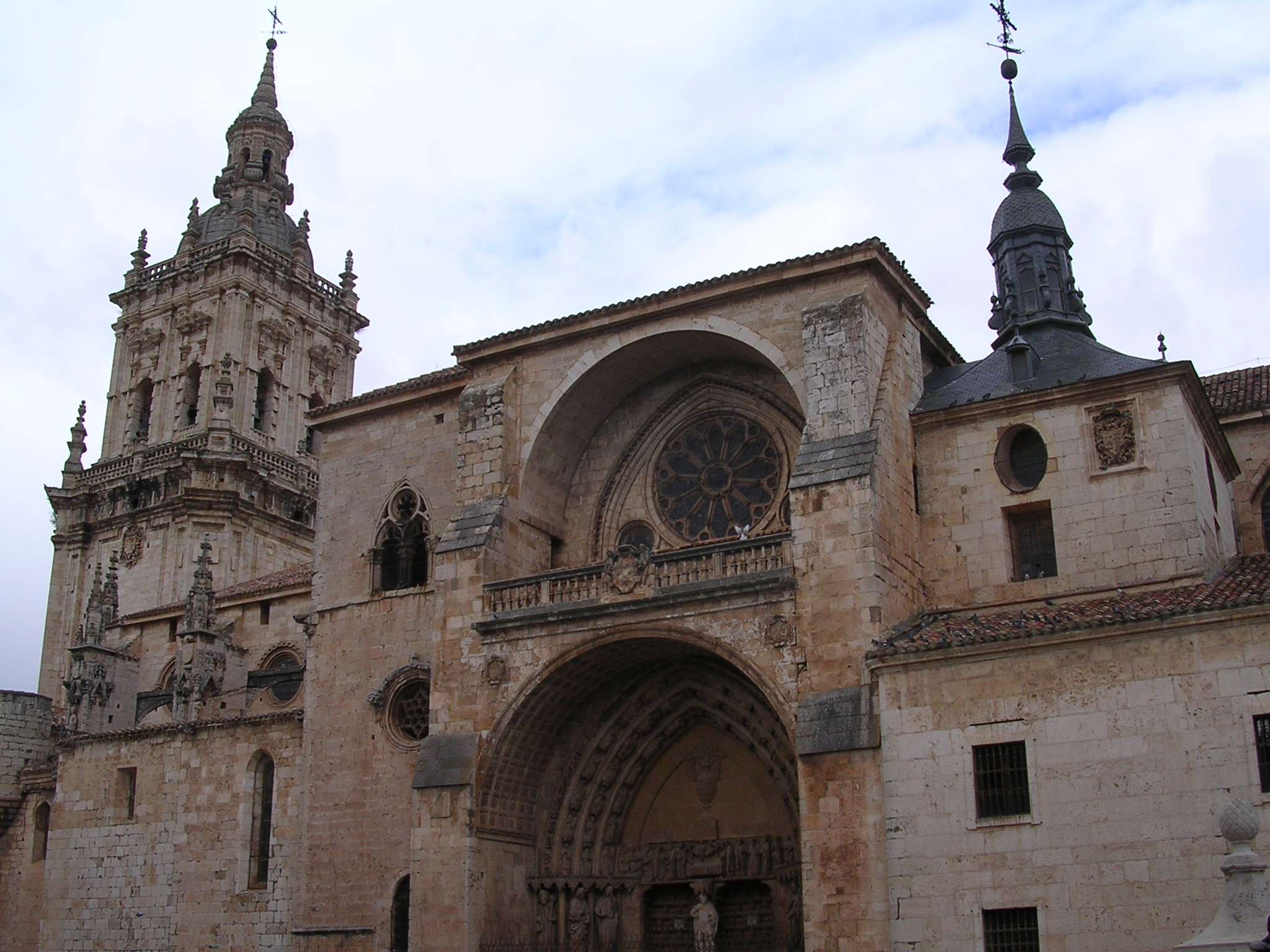
Kathedrale Santa María de la Asunción in El Burgo de Osma
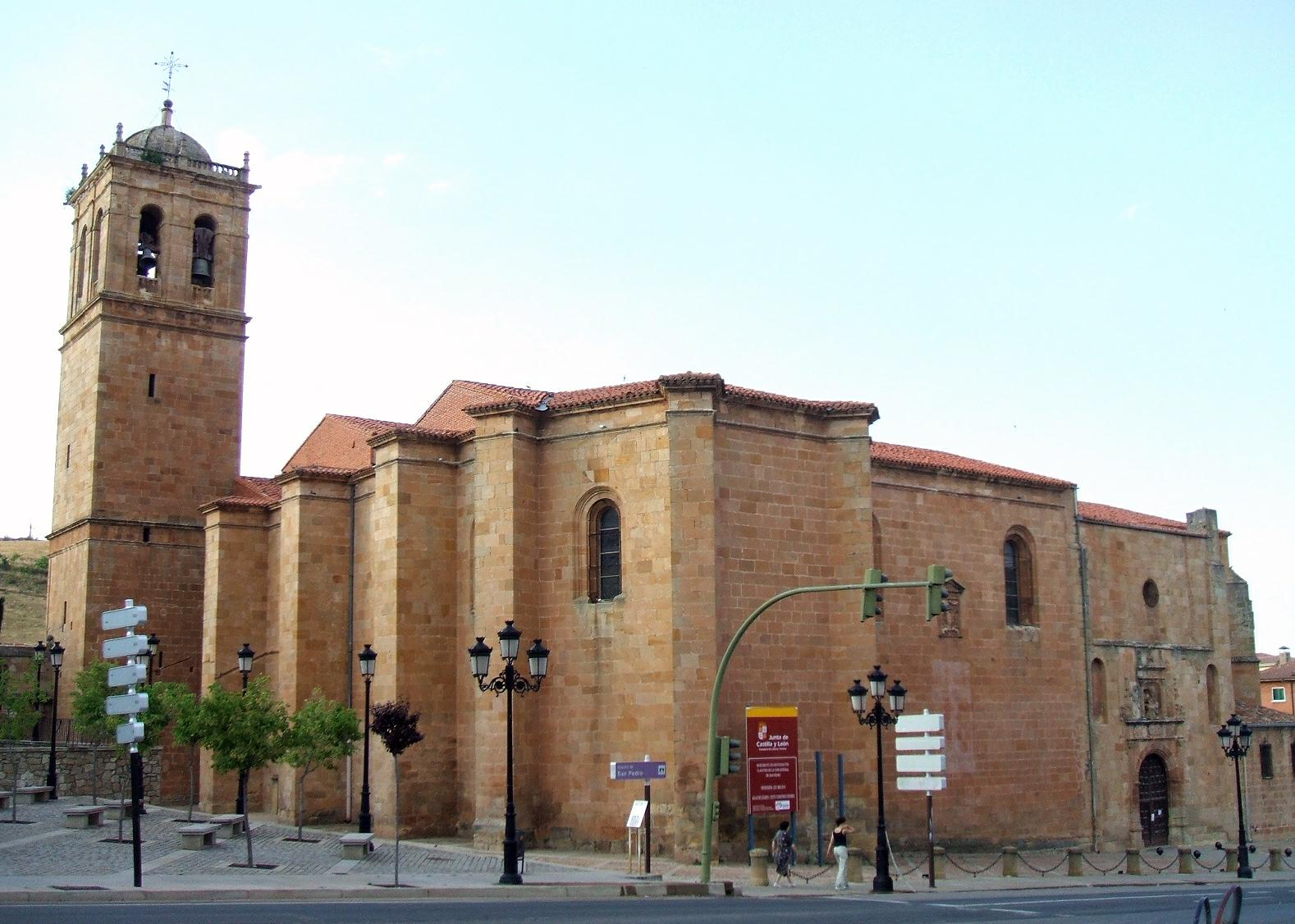
Konkathedrale San Pedro in Soria